# Konczek József
Konczek József (1971-ig: Koncz József) (Magyarnándor, 1942. február 14.) magyar költő, író, újságíró, tanár. A Kilencek néven ismert költői csoport tagja.

## Életpályája
Szülei: Konczek József és Dornai Mária. 1960-1965 között az ELTE BTK magyar-orosz szakos hallgatója volt. 1965-1966 között elvégezte a MÚOSZ Újságíró Iskolát. 1965-1972 között a Vas Népe munkatársa volt. 1972-1975 között az Ifjúsági Fórum és az azonos nevű rádióműsor szerkesztője volt. 1973-1975 között az Ifjúkommunista rovatszerkesztőjeként dolgozott. 1975-1983 között, valamint 1990-1991 között az Agensztvo Pecsatyi Novosztyi szerkesztője volt. 1983-1990 között a Pallas Lap- és Könyvkiadó szerkesztője volt. 1991-1992 között a HT Press, a Heti Riport és a Társadalmi Szemle szerződéses szerkesztője volt. 1993-ban az Esti Hírlap korrektora, 1993-1994 között a belpolitikai rovat munkatársa volt. 1994-től a Magyar Távirati Iroda külpolitikai szerkesztőségének munkatársa volt.

## Munkássága
1962 óta több folyóirat, így az Új Írás, a Napjaink, az Alföld, a Palócföld, a Polisz, a Céh, az új Horizont, a Napút és az ungvári Netpansíp közölte írásait.
Az Elérhetetlen föld (1969) című antológiában megjelent versei a népi elkötelezettséget és a megújuló népi hagyományokat képviselik. Oroszból fordít.

## Művei
- Elérhetetlen föld (antológia, 1969)
- Galambok, galambok a történelemben (versek, 1984)
- Költői episztola (versek, 1987)
- Egy szó (versek, 1987)
- Damó (regény, 2001)
- A tájjal maradtam (versek, 2006)
- Formáért sóvárgó (versek, 2008)
- Az okos szamár (mesék, 2008)
- Vogul szigorlat; Napkút, Bp., 2011
- Örökös tavasz; Hungarovox, Bp., 2015
- Sócsillag; Napkút, Bp., 2015
- A kőasszony (próza, 2017)
- A csalános ( próza, 2017)
- ...most már elmondom a nagylányomnak (próza, 2024)
- Udvar, holdudvar (2025)

## Díjai, kitüntetései
- A Magyar Köztársasági Érdemrend tisztikeresztje (1994)
- Az MTI-PRESS tárcapályázatának különdíja (1994)
- Bethlen Gábor-díj (megosztva a Kilencekkel, (2009)[1]